# Bryanka venustula
Bryanka venustula  (лат.) — ископаемый вид двукрылых насекомых рода Bryanka из семейства Pleciofungivoridae  Rohdendorf 1946. Обнаружен в юрских отложениях России (Дая, приток реки Куренга, бассейн Шилки, Забайкалье, Россия, глушковская свита, титонский ярус, около 150 млн лет).

## Описание
Мелкие двукрылые насекомые. Длина тела 4,3 мм, длина крыла — 2,7 мм. Усики самца примерно в 1,5 раз длиннее груди и головы вместе взятых. Задние и средние голени примерно в 1,2 раза длиннее бедра. Голова округлая, крупная. Крыло широкое, примерно в 2,2 раза длиннее своей ширины. Усики 16-члениковые.
Название рода Bryanka происходит от имени реки Брянка, а вида Br. venustula — от греческого слова venustula («прелестный»).
Вид Bryanka venustula был впервые описан по отпечатку комара в 1990 году советским палеоэнтомологом Владимиром Григорьевичем Ковалёвым (1942—1987; ПИН АН СССР, Москва) вместе с таксонами Antefungivora zherichini, Bryanka lepida, Bryanka antis, Mesopleciella lepida, Catotricha mesozoica, Lycoriomimodes atropos, Megarhyphus rectinervis и другими новыми ископаемыми видами. Вместе с сестринскими таксонами (Bryanka elegans, Bryanka elegantissima, Bryanka elegantula, Bryanka antis, Bryanka venusta образует вымерший род †Bryanka Kovalev 1985, близкий к таксонам Krasnoyarskia и Rohdendorfomyiella.